# Комори на Светском првенству у атлетици у дворани 2016.
Комори су учествовали на 16. Светском првенству у атлетици у дворани 2016. одржаном у Портланду од 17. до 20. марта шести пут. Репрезентацију Комора представљао је један атлетичар, који се такмичио у трци на 60 метара.,
На овом првенству такмичар Комора није освојио ниједну медаљу али је изједначио најбољи резултат сезоне.

## Учесници
Мушкарци:
- Јанис Дале — 60 м

## Резултати

### Мушкарци
| Атлетичар  | Дисциплина | Лични рекорд | Квалификација | Квалификација | Полуфинале           | Полуфинале           | Финале               | Финале       | Детаљи |
| Атлетичар  | Дисциплина | Лични рекорд | Резултат      | Место         | Резултат             | Место                | Резултат             | Место        | Детаљи |
| ---------- | ---------- | ------------ | ------------- | ------------- | -------------------- | -------------------- | -------------------- | ------------ | ------ |
| Јанис Дале | 60 м       | 6,90         | 7,29 =ЛР      | 7. у гр. 3    | Није се квалификовао | Није се квалификовао | Није се квалификовао | 51 / 53 (56) |        |